# Cheung King Lok
Cheung King Lok en chino: 張敬樂; Hong Kong, 8 de febrero de 1991) es un deportista hongkonés que compitió en ciclismo en las modalidades de ruta y pista. Ganó una medalla de bronce en el Campeonato Mundial de Ciclismo en Pista de 2014, en la carrera de scratch.

## Medallero internacional
| Campeonato Mundial | Campeonato Mundial | Campeonato Mundial | Campeonato Mundial |
| Año                | Lugar              | Medalla            | Competición        |
| ------------------ | ------------------ | ------------------ | ------------------ |
| 2014               | Cali (Colombia)    | Medalla de bronce  | Scratch            |

## Palmarés

### Ruta
| 2010 - 1 etapa del Tour de Corea 2011 - Campeonato de China Contrarreloj 2012 - 1 etapa del Tour de Hainan - 2.º en el Campeonato de China Contrarreloj 2013 - 2.º en el Campeonato de Hong Kong Contrarreloj - 3.º en el Campeonato de Hong Kong en Ruta 2014 - Campeonato de Hong Kong en Ruta - Campeonato de Hong Kong Contrarreloj 2015 - Campeonato de Hong Kong Contrarreloj - 1 etapa del Tour de Ijen | 2016 - Campeonato Asiático Contrarreloj - Campeonato Asiático en Ruta - Campeonato de Hong Kong Contrarreloj - Campeonato de Hong Kong en Ruta 2017 - 3.º en el Campeonato Asiático Contrarreloj - Campeonato de China Contrarreloj 2018 - Campeonato Asiático Contrarreloj 2019 - 3.º en el Campeonato Asiático Contrarreloj - Campeonato de Hong Kong en Ruta |

### Pista
| 2010 - 3.º en el Campeonato Asiático en persecución por equipos - 2.º en los Juegos Asiáticos en Persecución - 2.º en los Juegos Asiáticos en Persecución por equipos 2011 - 2.º en el Campeonato Asiático en persecución por equipos 2012 - Campeonato Asiático en persecución - 2.º en el Campeonato Asiático en persecución por equipos 2013 - 3.º en el Campeonato Asiático en persecución por equipos 2014 - 3.º en el Campeonato Mundial en scratch - Campeonato Asiático en Puntuación - Campeonato Asiático en Madison - 2.º en el Campeonato Asiático en persecución por equipos - 3.º en el Campeonato Asiático en omnium - 3.º en los Juegos Asiáticos en omnium | 2015 - Campeonato Asiático en Madison - 2.º en el Campeonato Asiático en persecución 2016 - Campeonato Asiático en persecución - 2.º en el Campeonato Asiático en Madison - 2.º en el Campeonato Asiático en Puntuación |